# Octavian Groza
Octavian Victor Groza (n. 18 martie 1923, Deva, România – d. 3 noiembrie 2000) a fost un om politic comunist român, de meserie inginer. Acesta a fost ministrul energiei între anii 1968 și 1972, ulterior îndeplinind funcția de ambasador al României în Austria între anii 1976 și 1985. El a fost fiul politicianului Petru Groza.

## Onoruri și premii
Groza a primit mai multe premii pentru serviciile sale, inclusiv „Ordinul Muncii” clasa a II-a (1955), „Ordinul Muncii” clasa I (1961), „Ordinul Steaua Republicii Socialiste România” clasa a patra (1966) și „Ordinul 23 August”  clasa a treia (1971).
- Ordinul „23 August” clasa a III-a (4 mai 1971) „cu prilejul aniversării a 50 de ani de la constituirea Partidului Comunist Român, [...] pentru merite deosebite în opera de construire a socialismului”[2]